# Силмарили
Силмарилите са три измислени блестящи скъпоценни камъка в легендариума[ неясно? ] на Дж. Р. Р. Толкин, изработени от елфа Феанор, улавящи чистата светлина на Двете дървета на Валинор. Силмарилите играят централна роля в книгата на Толкин „Силмарилион“, в която се разказва за сътворението на Ея (вселената) и началото на елфите, джуджетата и хората.

## История на Силмарилите

### Създаване
Дж. Р. Р. Толкин описва историята на Силмарилите в „Силмарилион“, публикувана след „Властелинът на пръстените“, макар действията в Силмарилион да се развиват много преди събитията тези от Властелинът на пръстените. Според историята на създаването им, Силмарилите са създадени от материя, наречена силима. Феанор вложил всичките си знания и умения при създаването им. Камъните били толкова красиви, че изглеждали живи, нетленни и свещени и дори Валарите, с техните сили и умения не могли да сътворят нещо подобно. Всъщност, след създаването им дори Феанор не би могъл да направи други Силмарили, тъй като част от неговата същност била вградена в тях. Силмарилите нямали стойност, тъй като били и остават уникални и невъзможни за пресъздаване. След създаването им дори Валарите били възхитени и изумени, затова Валиерата Варда (която създава първите звезди в небето) ги благославя така, че да изгорят ръцете на всяко зло същество или смъртен, който ги докосне без да има правото да го направи.
Мелкор, подпомаган от Унголиант, напада и унищожава Двете дървета на Валинор, чиято светлина е вградена в Силмарилите. Докато Ниена и Варда се опитват да ги съживят, двете дървета дават последен плод (Телперион) и цвят (Лаурелин) и от тях се създават Слънцето и Луната, за да осветят света. Към този момент Силмарилите са единственото, съхранило непокътната светлината на Двете дървета и Валарите молят Феанор да ги предаде, за да могат да ги съживят. Феанор отказва и в това време пристига новина от Форменос, че Мелкор е убил бащата на Феанор, Финве, Върховния крал на Нолдорите, откраднал е Силмарилите и е избягал в своята крепост Ангбанд в северната част на Средната земя. Малко след това, като символ на победата му над Валарите Мелкор влага трите Силмарили в своята желязна корона.

### Войната за Силмарилите
Обезумелият от ярост и гняв Феанор проклина Мелкор, нарича го за първи път Моргот и хвълря вината за смъртта на баща си и кражбата на камъните върху Валарите, които според него искали да му отнемат Силмарилите. Заедно със седемте си сина той полага клетва която задължава всеки, който се е обвързал с нея да преследва всеки, който опита да задържи Силмарилите. Тази клетва, положена прибързано води до много беди далеч в бъдещето, чак до низвергването на Моргот от Валарите във Войната на гнева. Заради нея се стига до убийства на елфи от елфи – нолдорите нападат пристанището в Алквалонде и убиват много от Телерите в преследване на Маргот. Събраната от Феанор армия се връща в Средната земя (влички първородни – елдари (елфи) са събудени в Средната земя и след това са поканени от Валарите да живеят при тях във Валинор). Пет големи битки се водят в Белерианд, но в крайна сметка Нолдорите и всички хора, които са дали клетва, се провалят в опита си да си върнат Силмарилите от Моргот.

### Краят на Силмарилите
С много усилия Берен и Лутиен стигат до сърцето на крепостта на Моргот – Ангбанд съпровождани от Хуан – огромно куче от Валинор, спътник на Ороме. По пътя дотам Лутиен използва всичките си елфически умения и сили, за да останат невидими и със силата на гласа си успява да приспи самия Моргот. Тогава Берен сваля един от Силмарилите от короната му, но Моргот се откъсва от магията и започва преследване. Друго огромно същество хуква след тях – вълка от Ангбанд – Кархарот. Берен, надявайки се, че Силмарилът ще отблъсне Кархарот протяга ръка към него, но вълка отхапва ръката му без да знае за силите на камъка. Погълнатия от вълка Силмарил го изгаря отвътре и е настигнат от Хуан. Двете същества загиват в битката, а погълнатия камък е изваден от мъртвото тяло на вълка от Маблунг и положен в здравата ръка на Берен, за да го върне на крал Тингол. Този Силмарил е взет от Еарендил, който се качва на кораб да към Валинор, за да измоли помощ от валарите за сразяването на Моргот. Другите два Валарите свалят от короната на победения от тях Моргот в края на Войната на Гнева. Докато армиите на валари и елфи почивали след края на войната, камъните били откраднати от синовете на Феанор – Маедрос и Маглор, но ръцете им били изгорени, което означавало, че вече нямат право да ги притежават. В агония от болка и отчаяние Маедрос се хвърлил в дълбока огнена цепнатина в земните недра, а Маглор се хвърлил в морето. Така трите Силмарили останали завинаги далеч от създателя им и неговите наследници – единият в небето, другият в земята и третият – в морските дълбини. Според пророчеството на Мандос, предстои последното завръщане на Мелкор и поражението му в Дагор Дагорат – последната битка, където светът ще се промени и Валарите ще си възвърнат Силмарилите.